# Charles Wuorinen
Charles Wuorinen (9 de junio de 1938 - 11 de marzo de 2020) fue un compositor de música clásica contemporánea, pianista y director de orquesta estadounidense. Fue además profesor de música en la Universidad de Columbia y en la Manhattan School of Music. En 1970 fue galardonado con el Premio Pulitzer de Música.

## Biografía
Wuorinen nació en el Upper East Side de Nueva York. Su padre fue un destacado investigador finlandés, presidente del departamento de Historia de la Universidad de Columbia. Wuorinen comenzó a componer con cinco años y a estudiar piano con seis. Se graduó en la Trinity School de Nueva York y posteriormente completó sus estudios en la Universidad de Columbia. A los dieciséis años recibió el Premio de Jóvenes Compositores de la Filarmónica de Nueva York, y en mayo de 1954, el Coro John Harms estrenó su obra coral O Filii et Filiae en el Ayuntamiento. Actuó como cantante y pianista en la Iglesia del Descanso Celestial y en la Iglesia episcopal de la Transfiguración, y fue el pianista de ensayo para el estreno mundial de la ópera The Visitors de Carlos Chávez en la Universidad de Columbia durante la primavera de 1957.
En 1962, Wuorinen y el compositor y flautista Harvey Sollberger formaron The Group for Contemporary Music.  El conjunto elevó el estándar de la interpretación de nueva música en Nueva York, defendiendo a compositores como Milton Babbitt, Elliott Carter y Stefan Wolpe, quienes escribieron varias obras para el conjunto. Muchas de las obras de Wuorinen también fueron estrenadas por el grupo. En 1970 ganó el Premio Pulitzer de Música con Time's Encomium, un encargo de la discográfica Nonesuch Records de 1968, que se convirtió en la primera composición electrónica que conseguía este premio.
Entre 1964 y 1971 ejerció como profesor en la Universidad de Columbia y entre 1971 y 1979 en la Manhattan School of Music. En 1975 estrenó su ópera The W.of Babylon y la obra orquestal Reliquary for Igor Stravinsky, compuesta por encargo de la viuda de este compositor. A finales de la década de 1970, Wuorinen se interesó por el trabajo del matemático Benoit Mandelbrot y, con una beca de la Fundación Rockefeller, realizó experimentos sónicos en los Laboratorios Bell de Nueva Jersey. En 1979 publicó el tratado Simple Composition y en 1985 fue nombrado compositor residente de la Orquesta Sinfónica de San Francisco, para la que escribió Rhapsody for Violin and Orchestra (1983), The Golden Dance (1986) y Genesis (1989). También son destacables A Winter's Tale (1991) y el ballet Delight of the Muses (1991).
Wuorinen también musicalizó el libro de Salman Rushdie “Haroun”, que se estrenó en 2004. Entre 2008 y 2012, compuso la ópera Brokeback Mountain, basada en el cuento homónimo de Annie Proulx y con libreto adaptado por la propia Proulx. Se estrenó el 28 de enero de 2014 en el Teatro Real de Madrid.
Wuorinen falleció a ochenta y un años en un centro médico de Nueva York a consecuencia de las lesiones que le provocó una caída en septiembre de 2018.

## Obra musical
Wuorinen escribió más de 270 piezas, incluidas las óperas Haroun and the Sea of Stories y Brokeback Mountain. Se le ha descrito como totalmente comprometido con la composición dodecafónica, con Schoenberg, el difunto Stravinsky y Babbitt como influencias principales.
Gran parte de la música de Wuorinen es técnicamente compleja y requiere un virtuosismo extremo por parte del intérprete, incluidos grandes saltos, contrastes dinámicos extremos y un rápido intercambio de tonos. Los fractales y las teorías matemáticas de Benoit Mandelbrot también son aspectos importantes de su estilo, como se puede comprobar en obras como Bamboula Squared y Natural Fantasy para órgano.